# Меллунмяки (станция метро)
«Меллунмяки» (фин. Mellunmäki, швед. Mellungsbacka) — станция Хельсинкского метрополитена, являющаяся конечной северного ответвления «Итякескус» — «Меллунмяки». Расположена в восточном районе Хельсинки — Меллунмяки.
Станция была открыта 1 сентября 1989 года, архитектурное бюро — Toivo Karhunen Oy. Расстояние до соседней станции — «Контула» — 1,6 км. Расстояние до противоположной конечной станции — «Матинкюля» — 31 километр.
«Меллунмяки» является самой северной станцией метро в мире (широта самой северной станции Петербургского метрополитена составляет 60° 04’ («Парнас»), в то время как широта «Меллунмяки» — 60° 14’).